# Titracija
Titracija (titrimetrija) je uobičajen laboratorijski metod za kvantitativnu hemijsku analizu koji se koristi za određivanje nepoznate koncentracije poznatog analita. Pošto je merenje zapremine ključno u titraciji, ona je takođe poznata kao volumetrijska analiza. Reagens, koji se naziva titrant ili titrator je pripremljen kao standardni rastvor. Poznata koncentracija i zapremina titranta reaguje sa rastvorom analita ili titranda da bi se odredila koncentracija.

## Istorija i etimologija
Reč „titracija“ potiče od lat. titulus, sa značenjem natpis ili naziv. Titracija, po definiciji, je određivanje koncentracije rastvora u vodi sa pH vrednošću 7 (pH čiste  pod standardnim uslovima).
Volumetrijska analiza potiče iz Francuske iz kasnog 18-tog veka. Deskroizils (fr. Francois Antoine Henri Descroizilles) je razvio prvu biretu (koja je bila slična graduisanom cilindru) 1791. godine. Gaj-Lusa je razvio poboljšanu verziju birete koja je imala bočnu granu, i formirao termine je „pipeta“ i „bireta“ u jednom članku iz 1824. o standardizaciji indigo rastvora. Veliki napredak u metodologiji i popularizaciji volumetrijske analize je ostvario Karl Fridrih Mor, koji je redizajnirao biretu, dodao klampe i slavinu na dnu, i napisao prvi udžbenik o titraciji, (  - Udžbenik analitičkih hemijskih titracionih metoda), objavljen 1855.

## Procedura
Tipična titracija počinje sa čašom ili erlenmajerom koji sadrži preciznu zapreminu analiziranog rastvora i malu količinu indikatora, koja je stavljena ispod kalibrisane birete ili pipete koja sadrži titrant. Male zapremine titranta se zatim dodaju to titrand i indikator dok se indikator ne promeni, označavajući dolazak na krajnju tačku titracije. U zavisnosti od željene krajnje tačke, jedna kap ili manje titranta može da napravi razliku između permanentne i privremene promene boje indikatora. Kad se krajnja tačka reakcije dosegne, meri se zapremina potrošenog reaktanta i koristi se za računanje koncentracije analita putem jednačine
{\displaystyle \mathbf {C} _{a}={\frac {\mathbf {C} _{t}\times \mathbf {V} _{t}\times \mathbf {M} }{\mathbf {V} _{a}}}}
gde je  koncentracija analita, tipično u molarnim jedinicama;  je koncentracija titranta, tipično u molovima po jedinici zapremine;  je zapremina korišćenog titranta, tipično u 3; M je molski odnos analita i reaktanta iz balansirane hemijske jednačine; i  je zapremina korišćenog analita, tipično u 3.

### Preparacione tehnike
Za tipične titracije je neophodno da su titrant i analit u tečnom stanju (rastvoru). Mada su čvrsti materijali obično rastvoreni kao vodeni rastvori, i drugi rastvarači poput glacijalna sirćetna kiselina ili etanol se koriste za specijalne svrhe (kao što je petrohemija). Koncentrisani analiti se često razblažuju da bi se povećala preciznost.
Mnoge titracije koje nisu kiselo bazne treba održavati na konstantnom pH tokom reakcije. Iz tog razloga se rastvor pufera dodaje u titracionu komoru da bi se održao pH.
U slučajevima gde dva reaktanta u uzorku mogu da reaguju sa titrantom, a samo jedan je željeni analit, zasebni maskirajući rastvor se dodaje u reakcionu komoru. On maskira neželjeni jon.
Za neke redoks reakcije je potrebno da se zagreje rastvor uzorka, kao i da se titracija vrši dok je rastvor još topao da bi se povećala brzina reakcije. Na primer, oksidacija nekih rastvora oksalata se odvija na 60° C sa podesnom brzinom reakcije.

## Literatura
- Rosenfeld L. (1999). Four Centuries of Clinical Chemistry. CRC Press. стр. 72—75. ISBN 978-90-5699-645-1.
- Szabadváry F. (1993). History of Analytical Chemistry. Taylor & Francis. стр. 208—209. ISBN 978-2-88124-569-5.

## Spoljašnje veze
- Izvođenje titracije
- Interaktivni vodič
- Jednostavno objašnjenje titracije
- Simulacija pH vs. zapremina krivih